# PlayStation Vita
PlayStation Vita, también conocida como PS Vita, es la tercera y última videoconsola portátil creada por Sony Computer Entertainment, es la sucesora de PlayStation Portable (sucesora de PocketStation) y esta es la primera consola de Sony en ser diseñada por Mark Cerny en reemplazo de Ken Kutaragi, además es parte de la familia PlayStation de videoconsolas. Fue presentada el 27 de enero de 2011 y puesta a la venta el día 17 de diciembre del mismo año en Japón. La llegada a Europa y toda América fue el 22 de febrero de 2012. Inicialmente, estaba destinada a competir directamente con la consola de Nintendo 3DS. 
En septiembre de 2018, el presidente de Sony Interactive Entertainment anunció que la consola PlayStation Vita terminaría su producción en Japón en el 2019. Además, confirmó que la compañía no tiene planes de trabajar en una sucesora de la portátil por los momentos.

## Historia
Antes del anuncio por Sony Computer Entertainment, muchos sitios como Kotaku, confirmaron que la portátil existía. Shuhei Yoshida, presidente de Sony Computer Entertainment Worldwide Studios había admitido en una entrevista que, de hecho, estuvieron trabajando en un nuevo producto de la familia PlayStation y reportó que la portátil había sido entregada a muchos desarrolladores de videojuegos como SCE Worldwide, entre otros. El sistema, supuestamente, fue anunciado internamente a mediados de septiembre en una reunión hecha en los cuarteles centrales de SCE en Aoyama, Tokio.
El presidente de SCE Worldwide Studios reveló en una entrevista con la revista de videojuegos inglesa Develop que cuando Ken Kutaragi dejó Sony Computer Entertainment, el nuevo CEO, Kazuo Hirai, le dijo que quiso que SCE Worldwide Studios empiece a desarrollar  la próxima PlayStation. Yoshida dijo, además, que los desarrolladores estuvieron presentes en las reuniones desde que SCE Worldwide comenzó el desarrollo del hardware y que la misma tuvo frecuentes conversaciones con las compañías de videojuegos de todo el mundo, mientras se desarrolló el nuevo hardware. Cuando se preguntó acerca de la sucesora de la PlayStation Portable en el Tokyo Game Show de 2010, Shuei Yoshida dijo que no consiguió responder a la pregunta, pero afirmó que: "Personalmente, no veo a Sony dejando de hacer una futura consola portátil". En noviembre de 2010, Patrick Soderlund, vicepresidente senior de Electronic Arts, dijo que había visto a la sucesora de la PlayStation Portátil cuando preguntó por ella en una entrevista, pero que no podía comentar nada al respecto.
El sistema fue anunciado el 27 de enero de 2011 en el "PlayStation meeting" en Japón por el presidente de Sony Computer Entertainment, Kazuo Hirai. La última vez que se hizo un "encuentro PlayStation" fue para coordinar los planes de lanzamiento de la PlayStation 3, en 2005. Además, MCV dice que Sony dijo a las distribuidoras que el sistema sería "tan poderoso como la PlayStation 3", también dicen que los juegos del sistema se distribuirán en ambos formatos físico y digital.
En el Game Developer Confer de 2011, Sony reveló algunos detalles de la Tarjeta NGV durante su panel sobre la Portable Próxima Generación. Además se anunció otra unidad de almacenamiento para la PlayStation Vita, llamada Memoria removible. Sony también dijo que está implementando una "sumisión única para ambos formatos" para facilitar la adquisición de juegos aprobados para ambos formatos de tarjetas y lanzamientos descargables.
Además, se anunció que solo tres de los cuatro núcleos de la unidad central de procesamiento simétrica estarán disponibles para las aplicaciones y que las dos cámaras tendrán detección de cara, de cabeza y seguimiento de cabeza.
Jack Tretton, presidente de Sony Computer Entertainment America, ha anunciado que los últimos terremotos en Japón pueden traer un retraso en la puesta en marcha del sistema, aunque un representante de la compañía dijo al The Wall Street Journal que: "No vemos que el terremoto tenga impacto sobre nuestro plan de lanzamientos". En su opinión, las palabras de Jack Tretton "estuvieron equivocadas", así que el lanzamiento de la consola portátil sigue previsto en todo el mundo para este mismo año. Los últimos rumores apuntan que NGP podría llegar a las tiendas el próximo mes de noviembre. El 7 de junio, en la Electronic Entertainment Expo 2011, Sony confirmó que el nombre definitivo del sistema sería PlayStation Vita o PS Vita. Dijeron escoger ese nombre porque vita significa "vida" en latín. La portátil combina realidad aumentada, videojuegos, y conectividad social, junto a servicios como "Near" y "Party", exclusivos de la consola.
El 14 de septiembre, se anunció su lanzamiento en el Tokio Game Showroom, así planificando su salida para el 17 de diciembre en Japón.

## Hardware

El sistema presenta una forma ovalada similar al diseño de la primera PSP y es la primera en tener dos joysticks, con una pantalla de cinco pulgadas OLED capacitiva localizada en el centro del sistema. Tiene un par de palancas analógicas (una a cada lado de la pantalla), un pad, los cuatro botones clásicos de la PlayStation (, ,  y ), dos botones L y R, un botón PlayStation (Home), los botones Start y Select, Volumen+, Volumen- y Power. Adentro, el sistema presenta un procesador ARM Cortex-A9 MPCore de cuatro núcleos y un procesador gráfico SGX543MP4+.
El sistema también trae un touchpad trasero, una cámara frontal, otra trasera, altavoces estéreo, micrófono, sistema sensor de movimiento SixAxis (giroscopio de tres ejes, acelerómetro de tres ejes), brújula electrónica de tres ejes, GPS, Wi-Fi, 3G, y Bluetooth 2.1+EDR.
Las dos cámaras tienen las capacidades de detección de rostro, detección de cabeza y seguimiento de cabeza. También permite personalizar el sistema.
PlayStation Vita se encuentra disponible en dos versiones: la primera con WiFi y soporte para 3G, y la segunda más económica en precio, con WiFi pero sin 3G. La versión 3G incluye aplicaciones precargadas en la consola, que usan 3G y otros como la realidad aumentada.

### Especificaciones técnicas
Las siguientes especificaciones fueron mostradas en el sitio web de Playstation:
| Procesador               | 4-core ARM Cortex-A9 MPCore de hasta 444 megahercios (su velocidad normal es de 333 megaherios, pero puede alcanzar los 444 sin un excesivo consumo extra de batería) |
| GPU                      | SGX543MP4+ (4 núcleos;) ~ 111 megahercios ~ 37 millones de polígonos (La frecuencia puede aumentar al apagar el WiFi)                                                 |
| Memoria RAM              | Tiene 512 megabytes de memoria RAM principal y 128 megabytes de VRAM                                                                                                  |
| Dimensiones              | 182 mm de ancho, 83,5 mm de alto, 18.6 mm de grosor |
| Resolución               | 960 x 544 píxeles a 220 ppp |
| Pantalla                 | 5 pulgadas (16:9) 11.43cm x 6.22cm ,16 millones de colores, OLED (tipo capacitivo)                                                                                    |
| Touchpad trasero         | Pad multitáctil (tipo capacitivo) |
| Cámaras                  | Frontal y trasera (640x480 @ 0,3 megapíxels) |
| Sonido                   | Audio DAC Wolfson WM1803E, con altavoces estéreo incluidos (micrófono incluido)                                                                                       |
| Detección de movimiento  | Sistema de sensores SixAxis (giroscopio de tres ejes, acelerómetro de tres ejes)                                                                                      |
| Detección de posición    | GPS (solo en las versiones 3G) |
| Botones                  | D-Pad, 2 × sticks analógicos, , , L1, R1, Start, Select, Home, volumen ±, encendido                                                                                   |
| Conectividad inalámbrica | Conectividad a redes móviles 3G (primer modelo solamente), conectividad Wi-Fi IEEE 802.11b/g/n , Bluetooth® 2.1                                                       |

El 6 de junio en el E3, fue anunciado oficialmente el precio de 249 euros Europa, 249 dólares para los Estados Unidos y 24.900 yenes para Japón solo para el modelo con WiFi, y de 299 euros, 299 dólares y 29900 yenes para el modelo con WiFi y 3G.
El sistema incluye un par de palancas analógicas, una pantalla de 5 pulgadas, 3G, Bluetooth y soporte Wi-Fi.
Internamente, el sistema tiene un ARM® Cortex™- A9 core (4 núcleos) y una unidad de procesamiento gráfico SGX543MP4+, junto con la llamada LiveArea, que será la interfaz entre el usuario y la consola; esta interfaz es la sucesora de la XrossMediaBar de la primera PlayStation Portable.

### Uso a distancia
El uso a distancia o Remote Play es una característica que permite que la PlayStation Vita conecte al PlayStation 4 y PlayStation 3 mediante una red  Wi-Fi; cuando pasa esto se pueden hacer streaming de juegos de PlayStation 3 y 4 en PlayStation Vita, consiguiendo así jugar como mando principal.

### Almacenamiento

Tarjeta de juego PlayStation Vita.

Tarjeta de memoria PlayStation Vita.

El software para la consola se distribuye en una tarjeta de memoria única de Sony de tipo flash llamada "tarjeta de juegos PlayStation Vita", en lugar de los discos UMD de la PlayStation Portable. En tamaño y forma la tarjeta PlayStation es muy similar a una tarjeta SD.

Las tarjetas de memoria se ofrecen en tamaños que van entre los 4 y los 64 gigabytes. Las tarjetas de memoria sin la marca "tarjeta de memoria PlayStation Vita" son incompatibles, aunque están en desarrollo tarjetas alternativas.

## Otros modelos

### PSVita Slim
La PlayStation Vita 2000 o también conocida como PlayStation Vita Slim con nombre de modelo PCH-2000, es una revisión de la PlayStation Vita. Es un 20% más delgada y un 15% más ligera que su modelo original. La consola además de conservar las mismas funciones que su modelo original, en lugar del puerto original de carga, tiene un puerto microUSB y 1 gigabyte de almacenamiento interno. Solo está disponible con conectividad Wi-Fi. La diferencia más fundamental es la tecnología de la pantalla la cual es LCD en lugar de OLED, los acabados en mate de la carcasa y el tamaño reducido. Todo ello para reducir coste y ofrecer una experiencia más accesible para los usuarios.
La consola salió el 10 de octubre de 2013 en el Japón, a un precio de 18980 yenes (190 dólares). La consola está disponible en seis colores (solo en Japón). El 6 de mayo de 2014, sale a la venta en los Estados Unidos incluyendo el juego Borderlands 2 mediante una descarga digital, y una tarjeta de memoria de 8 gigabytes, a un precio de 199 dólares. Cabe destacar que esta última solo se presentará en color negro. La pantalla ha sido sustituida por tecnología LCD en vez de tecnología OLED para reducir el espesor y el precio en la consola.

### PSVita TV
Esta revisión en vez de ser una consola portátil, funciona como una microconsola la cual se controla mediante el DualShock 3. Esta revisión se anunció también junto a la PSVITA 2000 en la Tokyo Game Show de 2013 a un precio de 9955 yenes (99 dólares)

## Software

### Videojuegos
Durante el E3 de 2011, se dio a conocer un conjunto de videojuegos disponibles para la videoconsola, entre ellos Uncharted: El abismo de oro, Hustle Kings, Everybody's Golf, Wipeout 2048, Gravity Rush, Invokers Tournament, además de continuaciones de juegos como: Killzone, Resistance, LittleBigPlanet, Mortal Kombat y Call of Duty.
El sistema es compatible con muchos juegos descargables de su predecesora la PSP, así como también es compatible con juegos de la primera PlayStation, aunque sólo de manera digital como su predecesora de 2004. Muchos desarrolladores han mostrado como los juegos de PlayStation 3, son traspasados al nuevo sistema, y luego renderizados. Algunos ejemplos mostrados fueron: Metal Gear Solid 4: Guns of the Patriots, Yakuza 4, Lost Planet 2 y Ultimate Marvel vs. Capcom 3. También se mostró Monster Hunter Portable 3rd, para demostrar que la consola fue compatible con los videojuegos descargables de la PlayStation Portable, lo que además demostró que son compatibles con el joystick analógico extra de la nueva consola.

### Codecs
Se muestran los codecs o formatos soportados de la PlayStation Vita.
| Imágenes - JPEG - GIF(Este último estático) - TIFF - BMP - PNG Audio - MP3 - MP3 Surround - WAV - WMA 9 | - ATRAC - MP4 Audio - MPEG-4 Parte 3 - AAC / AAC Low Complexity (unprotected) Video - MPEG-1 (MPEG Audio Layer 2) - MPEG-2 PS (MPEG2 Audio Layer 2, AAC LC, AC3(Dolby Digital), LPCM) - MPEG-2 TS (MPEG2 Audio Layer 2) - MP4 SP - MP4 AVC / MP4 H.264 |

### Retrocompatibilidad
El sistema es compatible con la mayoría de los juegos para PlayStation Portable; pero la falta de puerto UMD la limita a los juegos que fueron lanzados en formato digital en PlayStation Network, a través de la PlayStation Store. Los títulos clásicos de PSOne fueron incompatibles con la consola en su fecha de lanzamiento; sin embargo Jack Tretton ha anunciado en el Electronic Entertainment Expo 2012 que estos estarán disponibles en poco tiempo para la Vita, lo cual se concretó después mediante una actualización de firmware. Ambas palancas análogas de la consola son compatibles con los juegos del PSP, pudiéndose ajustar la palanca derecha, para funcionar como la cruceta, la palanca izquierda o los botones de control (, ,  y ). Los gráficos de los juegos de PlayStation Portable se ven mejorados en la misma, con un filtro que suaviza la imagen (anti-alias), reduciendo la pixelación. Asimismo, la PlayStation Vita compatible con videos e historietas de PlayStation Store.

### Software del sistema
El Firmware actual de la consola es el 3.74, donde se ha mejorado el rendimiento del sistema.

## Desempeño comercial
El 17 de diciembre de 2011 se produce el lanzamiento oficial de la consola en el Japón, vendiendo algo más de 320.000 unidades en la primera semana. Durante su segunda semana en el mercado japonés, las ventas cayeron un 78%, totalizando 72.000 unidades vendidas en esa semana de Navidad, no superando a su rival directo, la Nintendo 3DS. Después de su lanzamiento global el 28 de febrero de 2012, Sony anunció que las ventas de PlayStation Vita llegaron a los 1.2 millones de unidades vendidas mundialmente. En febrero de 2013, debido a las bajas ventas de la consola, Sony anunció una rebaja para la misma a 19980 yenes (cerca de 215 dólares) en Japón junto con el estreno de juegos como Soul Sacrifice, Phantasy Star: Online y Senran Kagura: Shinobi Versus, que aumentaron la cantidad de ventas en un 12%. Actualmente, la PlayStation Vita tiene 16 millones de unidades vendidas en todo el mundo.